# Останнє попередження містера Мото
Останнє попередження містера Мото (англ. Mr. Moto's Last Warning) — американський кримінальний трилер режисера Нормана Фостера 1939 року.

## Сюжет
В Єгипті вбивають секретного агента, який був колегою знаменитого японського шпигуна містера Мото. Той прибуває в Єгипет, щоб запобігти терористичний акт щодо кораблів французького та англійського флотів, які збираються провести навчання в Червоному морі. Якщо лиходіям вдасться посварити союзників, це може призвести до початку Другої світової війни. Містер Мото об'єднує свої зусилля з британським секретним агентом Річардом Бурком, і разом вони виявляють змову — спробу замінувати порт до прибуття французьких кораблів, а після вибуху звинуватити в ньому англійців.

## У ролях
- Пітер Лорре — містер Кентаро Мото
- Рікардо Кортес — Фабіан Великий
- Вірджинія Філд — Конні Портер
- Джон Керредін — Денфорт / Річард Берк
- Джордж Сендерс — Ерік Норвел
- Джоан Керролл — Марі Делякур
- Роберт Кут — Ролло Венаблс
- Маргарет Ірвінг — мадам Делякур
- Лейланд Годжсон — капітан Берт Говкінс
- Джон Девідсон — Гакін